# Fissure volcanique

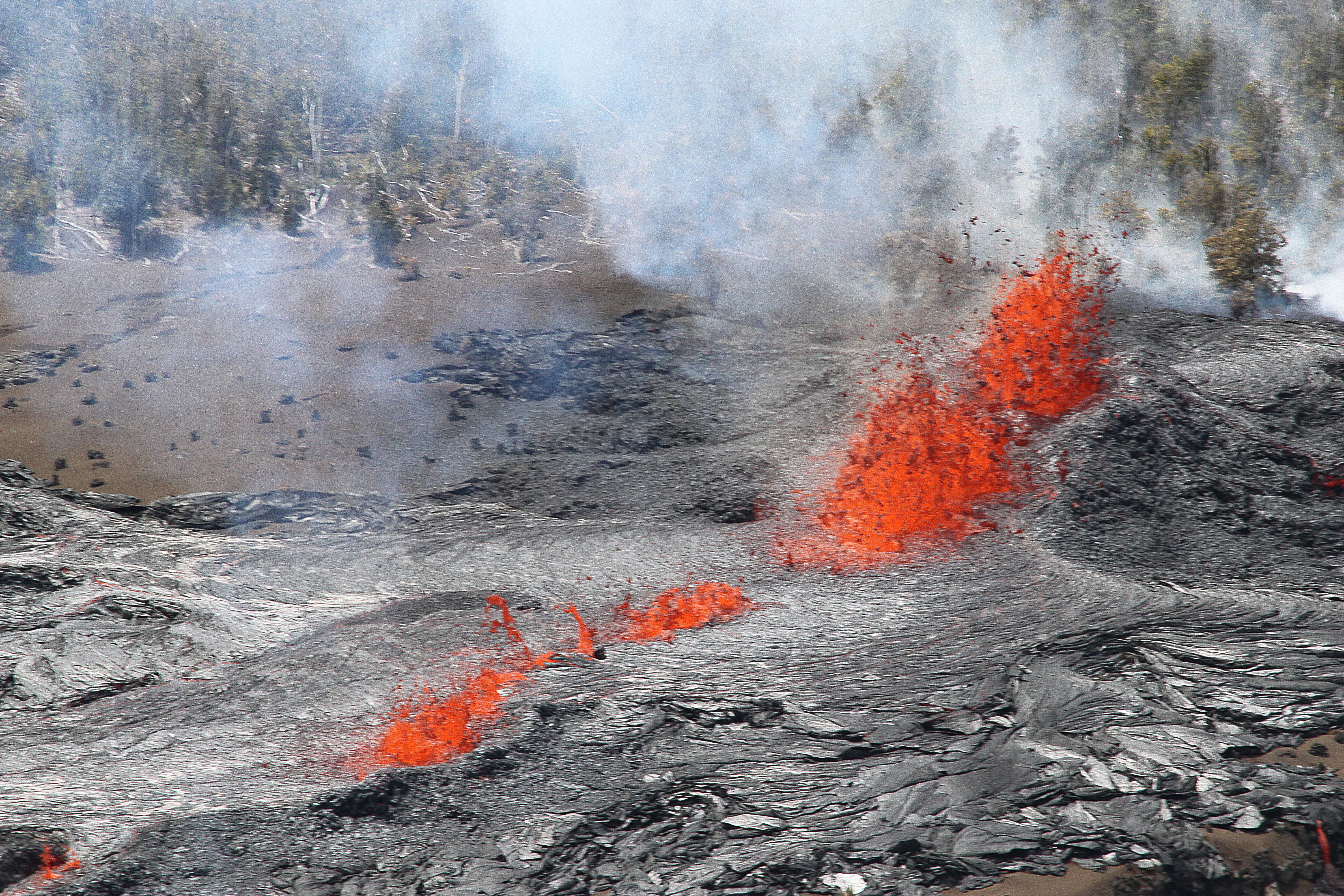
Vue aérienne d'une fissure volcanique active entourée d'un champ de lave sur le Kīlauea aux États-Unis.

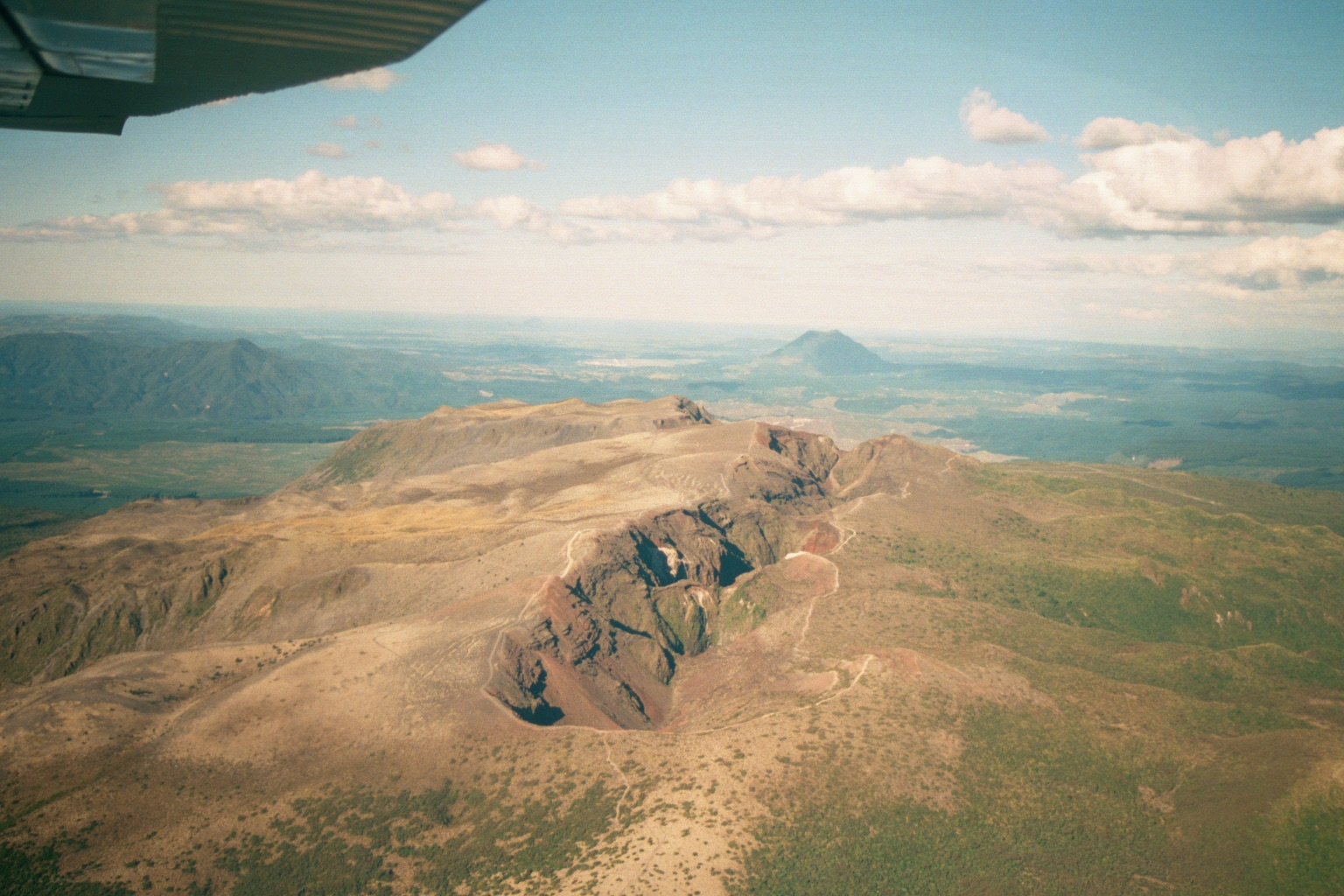
Vue aérienne du mont Tarawera en Nouvelle-Zélande et la fissure volcanique autour de laquelle s'est édifié le volcan.

Une fissure volcanique est une fissure de la croûte terrestre à travers laquelle de la lave jaillit, habituellement sans activité explosive. La fissure est la plupart du temps large de quelques mètres mais elle peut être longue de plusieurs kilomètres. Ce type de volcan est difficile à reconnaître depuis le sol ou l'espace puisqu'il ne possède pas de cratère central et que sa surface est relativement plane. Il faut pour cela procéder à des analyses géologiques.

## Liste des fissures volcaniques
| Nom                   | Altitude | Altitude | Localisation                 | Dernière éruption       |
| Nom                   | mètres   | pieds    | Coordonnées                  | Dernière éruption       |
| Lakagígar             | -        | -        | 64° 25′ N, 17° 20′ O         | 1783                    |
| Bárðarbunga-Veiðivötn | -        | -        | 64° 51′ N, 16° 50′ O         | 2014                    |
| Lanzarote             | 670      | 2198     | 29° 02′ N, 13° 38′ O         | 1824                    |
| Cordón Caulle         | 1798     | 5899     | 40° 28′ N, 72° 15′ O         | 1960                    |
| São Jorge             | 1053     | 3455     | 38° 39′ N, 28° 05′ O         | 1907                    |
| Vatnafjöll            | 1235     | 4052     | 63° 55′ N, 19° 40′ O         | 1200 av. J.-C.          |
| Quetena               | 5730     | 18799    | 22° 15′ S, 67° 25′ O         | Inconnue                |
| Nejapa-Miraflores     | 360      | 1181     | 12° 07′ N, 86° 19′ O         | Inconnue                |
| Manda-Inakir          | 600+     | 1968     | 12° 23′ N, 42° 12′ E         | 1928                    |
| Hertali               | 900?     | 2953     | 9° 47′ N, 40° 20′ E          | Inconnue                |
| Grande Canarie        | 1950     | 6350     | 28° 00′ N, 15° 35′ O         | moins de 1000 av. J.-C. |
| Fuerteventura         | 529      | 1736     | 28° 21′ 29″ N, 14° 01′ 12″ O | Inconnue                |
| Esteli                | 899      | 2949     | 13° 10′ N, 86° 24′ O         | Inconnue                |
| Butajiri-Silti        | 2281     | 7484     | 8° 03′ N, 83° 51′ E          | Inconnue                |
| Bishoftu              | 1850+    | 6069     | 8° 47′ N, 38° 59′ E          | Inconnue                |
| Alu                   | 429      | 1407     | 13° 49′ N, 40° 33′ E         | Inconnue                |
| Singu Plateau         | 507      | 1663     | 22° 42′ N, 95° 59′ E         | Inconnue                |
| Mont Ray              | 2050     | -        | 52° 14′ N, 120° 07′ O        | Pléistocene             |
| Coulée d'Évenos       | 380      | -        | 43° 10′ N, 5° 50′ E          | Pliocène                |